# Boletina trivittata
Boletina trivittata es una especie de mosquito del género Boletina, familia Mycetophilidae, orden Diptera.

## Distribución
Se distribuye por Europa: Noruega, Finlandia, Reino Unido, Estonia, Suecia, Finlandia, Eslovaquia, Italia, Alemania y Francia.

## Taxonomía
Fue descrita por Meigen en 1818.
Tratamiento taxonómico
La especie aparece registrada y publicada en Systematische Beschreibung der bekannten europäischen zweiflügeligen Insekten. Erster Theil. F.W. Forstmann, Aachen. xxxvi + 332 + [1] pp.